# Forchtenberg
Forchtenberg (pronunciación en alemán: /ˈfɔʁçtn̩ˌbɛʁk/ⓘ) es una población del distrito de Hohenlohe, en la región administrativa de Stuttgart, estado de Baden-Wurtemberg, Alemania. Está situada en la falda de una colina parcialmente fortificada, mirando al valle del río Kocher, donde desemboca el río Kupfer. Su nombre se deriva de vor dem Berg, "delante de la colina". 

## División administrativa
Forchtenberg comprende varias comunas: Forchtenberg misma, Sindringen, Ernsbach, Wohlmuthausen (Württemberg), Muthof y las aldeas de Büschelhof, Haberhof, Hohensall, Metzdorf, Orbachshof, Rauhbusch, Schießhof, Schleierhof y Schwarzenweiler.

## Historia

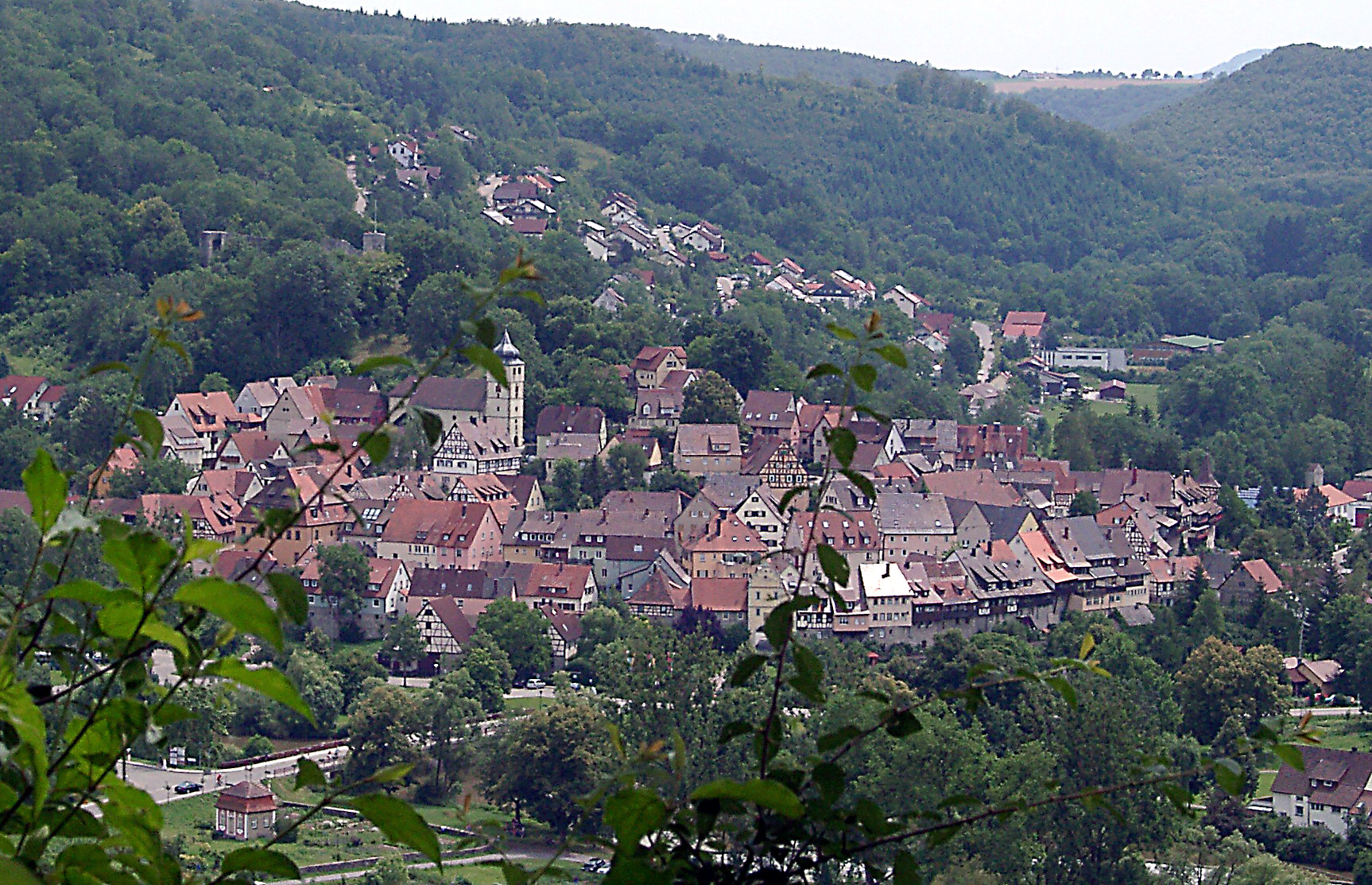
Forchtenberg vista de norte a sur.

Forchtenberg era originalmente una aldea dependiente de Wülfingen. De acuerdo con la inscripción en una placa de la iglesia del cementerio de Wülfingen, como otros asentamientos cercanos al Limes Romanus, antes del año 250 el área de Forchtenberg era poblada por comunidades paganas alemanas. La primera iglesia cristiana del valle data del 536 cuando la región cayó en manos de los francos.
En los documentos, Forchtenberg es mencionada por primera vez 1298, unos 70 años después de que el conde Konrad von Dürn estableciera un fuerte en la colina. Entonces estaba en el lugar actual. A la muerte del conde von Dürn el poblado pasó a pertenecer a Hohenlohe, pero posteriormente el condado hizo parte del reino de Württemberg y luego fue trasladado al Oberamt (comarca) de Öhringen. 
El comercio medieval de vino, cueros y otras mercancías fue importante en el río Kocher y se extendía hasta Núremberg al oriente y hasta Neuenstadt y Heidelberg al occidente.
El desarrollo regional se aceleró después de 1926 cuando el primer ferrocarril fue construido por el valle del Kocher, al que conectó con Waldenburg. Al crecer los negocios locales, en 1972 Forchtenberg pasó a la jurisdicción del nuevo distrito de Hohenlohe. 
En 1991 el ferrocarril, que desde 1981 sólo había servido para el transporte de mercancías, fue desmantelado y posteriormente la vía fue convertida en un cicloruta ahora muy usada por los turistas en verano.
Actualmente la ciudad es visitada por quienes quieren recordar los lugares donde pasaron su infancia Sophie y Hans Scholl ahora famosos integrantes de la Rosa Blanca, grupo estudiantil de resistencia contra el nazismo. Su padre, Robert Scholl, fue alcalde de Forchtenberg entre 1919 y 1929.

## Economía

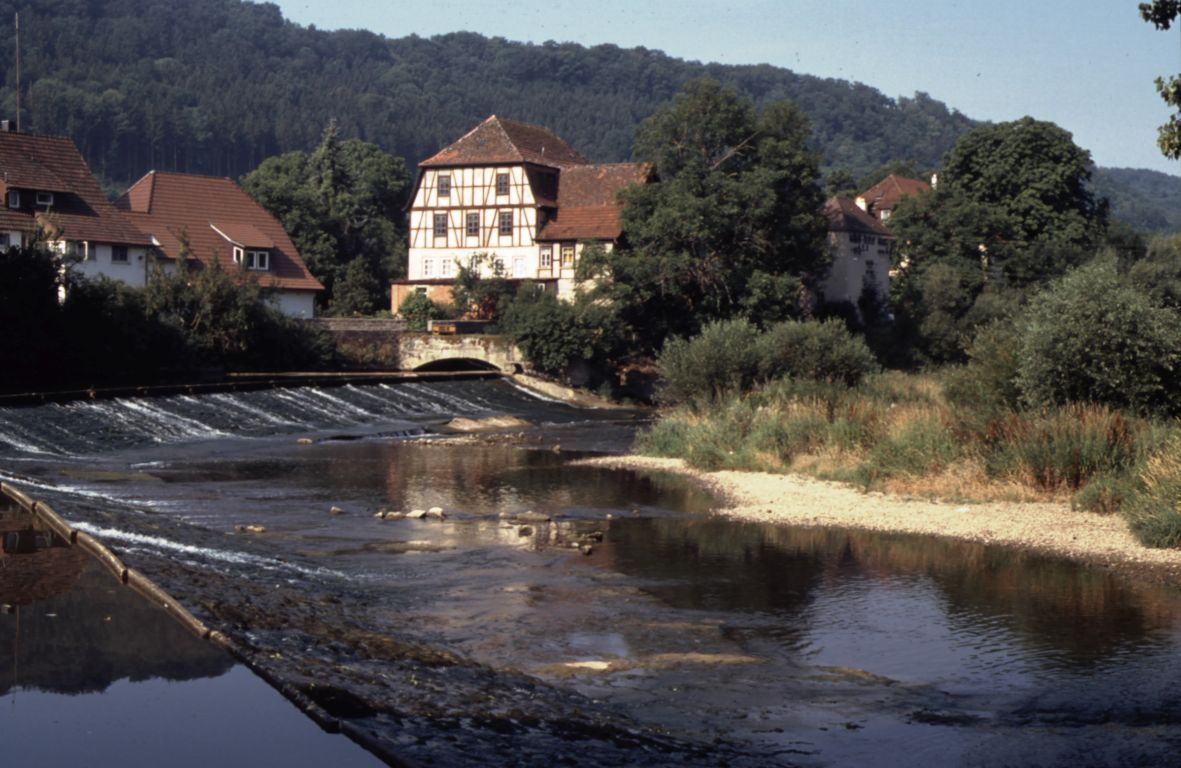
paisaje en el valle del Kocher.

Forchtenberg es un productor tradicional de vino de uva de región de Kocherberg.